# Courcuire
Courcuire település Franciaországban, Haute-Saône megyében. Lakosainak száma 138 fő (2022. január 1.). Courcuire Autoreille, Avrigney-Virey, Beaumotte-lès-Pin és Pin községekkel határos.

## Népesség
A település népességének változása:
| Lakosok száma | 137  | 136  | 134  | 128  | 130  | 132  | 134  | 137  | 138  |
|               | 2013 | 2015 | 2016 | 2017 | 2018 | 2019 | 2020 | 2021 | 2022 |